# 라울 히메네스
라울 알론소 히메네스 로드리게스(스페인어: Raúl Alonso Jiménez Rodríguez, 1991년 5월 5일 ~ )는 잉글랜드 프리미어리그의 풀럼과 멕시코 축구 국가대표팀에서 공격수로 뛰고 있는 멕시코의 축구 선수이다. 프리미어리그 2019-20 시즌 리그 17골을 넣으면서 울버햄프턴 원더러스의 에이스로 발돋움했다.